# Фенелзин
Фенелзин (англ. Phenelzine) — один из необратимых ингибиторов моноаминоксидазы класса гидразинов, используемый в качестве антидепрессанта. Он доступен в Австралии, Великобритании, США, и Канаде.

## История
Синтез фенелзина был впервые описан Эмилем Воточком и Отакаром Лемингером в 1932 году.

## Показания
Фенелзин используется в основном для лечения большого депрессивного расстройства. Пациенты с депрессивной симптоматикой, характеризуемой как «атипичная», «неэндогенная» и/или «невротическая», особенно хорошо реагируют на фенелзин. Лекарство также полезно для пациентов, которые плохо реагируют на лечение депрессии первой и второй степени или «резистентны к лечению». В дополнение к тому, что он является признанным средством лечения большого депрессивного расстройства, фенелзин также эффективен при лечении дистимии, биполярного расстройства, панического расстройства, социального тревожного расстройства, булимии, посттравматического стрессового расстройства, и обсессивно-компульсивного расстройства.

## Фармакодинамика
Фенелзин ингибирует МАО, тем самым предотвращая распад моноаминовых нейротрансмиттеров серотонина, мелатонина, норадреналина, адреналина и дофамина, а также фенетиламина, тирамина, октопамина и триптамина. Это приводит к увеличению внеклеточной концентрации этих нейрохимических веществ и, следовательно, к изменению нейрохимии и нейротрансмиссии человека. Это действие считается основным посредником в терапевтических преимуществах фенелзина.
Фенелзин и его метаболиты также в меньшей степени ингибируют как минимум два других фермента: аланинаминотрансферазу и ГАМК-Т. Ингибируя эти ферменты, фенелзин вызывает повышение уровня аланина и гамма-аминомасляную кислоту в мозге и организме. ГАМК является основным тормозным нейротрансмиттером в центральной нервной системе млекопитающих и очень важен для нормального подавления тревоги, стресса и депрессии. Действие фенелзина на повышение концентрации ГАМК может в значительной степени способствовать его антидепрессивным и особенно анксиолитическим/антипаническим свойствам, последние из которых считаются превосходящими свойства других антидепрессантов. Что касается ингибирования АЛТ, хотя последствия отключения этого фермента в настоящее время недостаточно изучены, есть некоторые данные, позволяющие предположить, что именно это действие гидразинов (включая фенелзин) может быть ответственно за случайную заболеваемость гепатитом и печёночной недостаточностью.

## Фармакокинетика

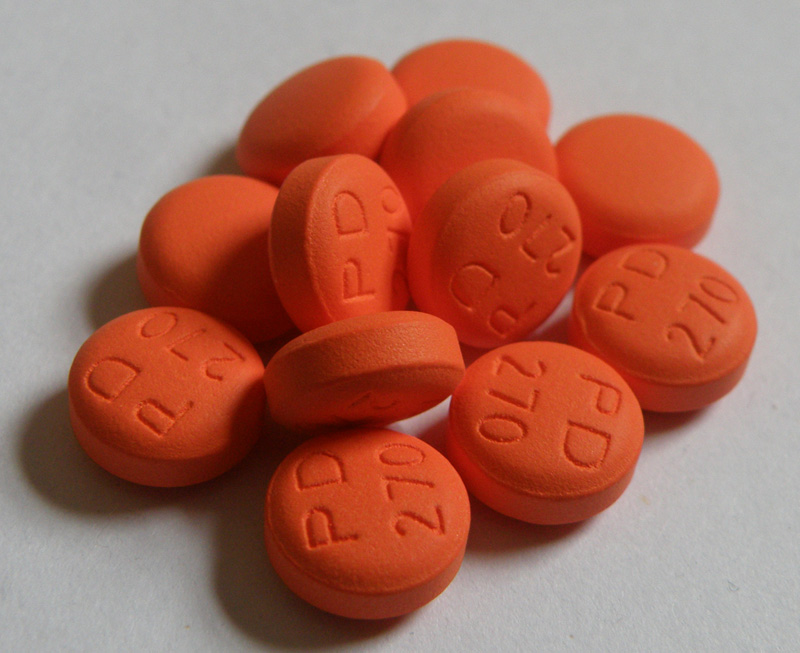
Фенелзин в таблетках по 15 мг.

Фенелзин принимают внутрь в виде фенелзинсульфата и быстро всасываются из желудочно-кишечного тракта. Время достижения максимальной концентрации в плазме крови составляет 43 минуты, а период полувыведения — 11,6 часов. В отличие от большинства других лекарств, фенелзин необратимо отключает МАО, и в результате ему не обязательно постоянно присутствовать в крови, чтобы его действие было устойчивым. Из-за этого после прекращения лечения фенелзином его эффекты обычно фактически не исчезают до тех пор, пока организм не пополнит запасы ферментов, а этот процесс может занять до 2-3 недель.
Фенелзин метаболизируется преимущественно в печени, а его метаболиты выводятся с мочой. Окисление является основной процедурой метаболизма, а основными метаболитами являются фенилуксусная кислота и парагидроксифенилуксусная кислота, которые выводятся из организма с мочой в течение 96 часов после однократного приёма.

## Побочные эффекты
Общие побочные эффекты фенелзина могут включать головокружение, нечёткость зрения, сухость во рту, головную боль, вялость, седативный эффект, сонливость, бессонницу, анорексию, увеличение или потерю веса, тошноту и рвоту, диарею, запор, задержку мочи, мидриаз, мышечный тремор, гипертермию, потливость, гипертензию или гипотензию, ортостатический коллапс, парестезию, гепатит и сексуальную дисфункцию. Редкими побочными эффектами, обычно наблюдаемые только у восприимчивых людей, могут включать гипоманию или маниакальный синдром, психоз и острую печёночную недостаточность, последняя из которых обычно наблюдается только у людей с ранее существовавшим повреждением печени, пожилым возрастом, долгосрочными последствиями употребления алкоголя или вирусной инфекцией.

## Взаимодействия
Ингибиторы МАО имеют определённые диетические ограничения и лекарственные взаимодействия. Количество таких ограничений и взаимодействий намного меньше, чем считалось ранее, и ИМАО, как правило, являются безопасными лекарствами при правильном применении. Пациенты, принимающие фенелзин и другие ИМАО, должны избегать избыточного количества определённых продуктов, содержащих тирамин, например, выдержанные сыры и вяленое мясо. Серотониновый синдром может возникнуть в результате взаимодействия с некоторыми препаратами, повышающими активность серотонина, такими как селективные ингибиторы обратного захвата серотонина и агонистами серотонина. .
Фенелзин также был связан с дефицитом витамина B6. Было показано, что трансаминазы, такие как ГАМК-трансаминаза, зависят от витамина B6 и могут быть вовлечены в потенциально родственный процесс, поскольку метаболит фенелзина фенилэтилиденгидразин является ингибитором ГАМК-трансаминазы. И фенелзин, и витамин B6 становятся неактивными при протекании этих реакций. По этой причине может быть рекомендовано дополнять витамин B6 при приеме фенелзина. Пиридоксиновая форма B6 рекомендуется для добавок, поскольку было показано, что эта форма снижает токсичность гидразина из фенелзина, а пиридоксальная форма, напротив, повышает токсичность гидразинов.